# Demografía de Burundi

Demografía de Burundi, Datos de la FAO, año 2021 ; Número de habitantes en miles.

El siguiente artículo describe las características de la demografía de Burundi.

## Población
La población de Burundi está conformada de la siguiente manera:
- Población total: 12100000 (2019)
- Crecimiento anual: 3,2 % (2015/2020)
- Estimativa para el año 2015: 9.500.000 (1998)
- Crecimiento anual hasta el 2015: 2,3 % (1998/2015)
- Población urbana: 13,4 % (2019)
- Crecimiento de la población urbana: 6 % (2015/2020)
- Hijos por cada mujer: 5,7(2019).

## Estadísticas vitales
| Periodo | Nacidos vivos por año | Muertes por año | Cambio natural por año | CBR* | CDR* | NC*  | TFR* | IMR* |
| --- | --------------------- | --------------- | ---------------------- | ---- | ---- | ---- | ---- | ---- |
| 1950-1955 | 121 000               | 61 400          | 59 600                 | 50.0 | 25.4 | 24.6 | 6.80 | 166  |
| 1955-1960 | 130 000               | 63 800          | 66 200                 | 48.8 | 24.0 | 24.8 | 6.86 | 157  |
| 1960-1965 | 142 600               | 66 400          | 76 200                 | 48.4 | 22.5 | 25.9 | 7.05 | 149  |
| 1965-1970 | 158 000               | 69 400          | 88 600                 | 48.0 | 21.1 | 26.9 | 7.23 | 140  |
| 1970-1975 | 171 400               | 73 800          | 97 600                 | 47.7 | 20.5 | 27.2 | 7.26 | 136  |
| 1975-1980 | 197 400               | 76 000          | 121 400                | 50.2 | 19.4 | 30.9 | 7.40 | 132  |
| 1980-1985 | 229 000               | 82 400          | 146 600                | 51.4 | 18.5 | 32.9 | 7.38 | 117  |
| 1985-1990 | 261 000               | 87 400          | 173 600                | 51.2 | 17.1 | 34.1 | 7.46 | 104  |
| 1990-1995 | 273 800               | 100 200         | 173 600                | 47.9 | 17.5 | 30.4 | 7.30 | 111  |
| 1995-2000 | 271 000               | 101 600         | 169 400                | 43.8 | 16.4 | 27.4 | 7.05 | 103  |
| 2000-2005 | 294 400               | 92 200          | 202 200                | 42.8 | 13.4 | 29.4 | 6.77 | 88   |
| 2005-2010 | 346 000               | 90 000          | 256 000                | 43.1 | 11.2 | 31.9 | 6.39 | 70   |
| 2010-2015 | 397 400               | 86 600          | 310 800                | 42.2 | 9.2  | 33.0 | 5.95 | 52   |
| 2015-2020 | 432 800               | 88 600          | 344 200                | 39.3 | 8.0  | 31.2 | 5.45 | 42   |
| * CBR = crude birth rate (per 1000); CDR = crude death rate (per 1000); NC = natural change (per 1000; CBR-CDR); TFR = total fertility rate (number of children per woman); IMR = infant mortality rate per 1000 births |                       |                 |                        |      |      |      |      |      |

### Evolución demográfica
- 1890- 1,4 millones.
- 1900- 1,5 millones.
- 1910- 1,7 millones.
- 1920- 1,8 millones.
- 1930- 2 millones.
- 1940- 2,2 millones.
- 1950- 2,5 millones.
- 1960- 3 millones.
- 1970- 3,6 millones.
- 1980- 4 millones.
- 1990- 5,5 millones.
- 2000- 6,8 millones.
- 2010  8,6 millones
- 2020  11,8 millones

### Esperanza de vida al nacer
| Periodo   | Esperanza de vida en años |
| --------- | ------------------------- |
| 1950–1955 | 39.03                     |
| 1955–1960 | 40.52                     |
| 1960–1965 | 42.03                     |
| 1965–1970 | 43.53                     |
| 1970–1975 | 44.23                     |
| 1975–1980 | 46.29                     |
| 1980–1985 | 47.28                     |
| 1985–1990 | 48.51                     |
| 1990–1995 | 47.04                     |
| 1995–2000 | 47.31                     |
| 2000–2005 | 51.42                     |
| 2005–2010 | 55.27                     |
| 2010–2015 | 58.92                     |
| 2015–2020 | 61.02                     |

### Grupos étnicos
Hutu (Bantu) 85%, Tutsi 14%, Twa (Pygmy) 1% Europeos 3,000, South Asians 2,000